# Korytków Duży
Korytków Duży – wieś w Polsce położona w województwie lubelskim, w powiecie biłgorajskim, w gminie Biłgoraj
| SIMC    | Nazwa         | Rodzaj    |
| ------- | ------------- | --------- |
| 0886050 | Głodny Koniec | część wsi |
| 0886080 | Siedem Chałup | kolonia   |
| 0886067 | Stawiska      | część wsi |
| 0886073 | Tartak        | część wsi |

W latach 1954–1959 wieś należała i była siedzibą władz gromady Korytków Duży, po jej zniesieniu w gromadzie Biłgoraj. W latach 1975–1998 miejscowość administracyjnie należała do województwa zamojskiego. 
Wieś jest sołectwem w gminie Biłgoraj. Według Narodowego Spisu Powszechnego z roku 2011 wieś liczyła 718 mieszkańców i była czwartą co do wielkości miejscowością gminy.
Korytków Duży jest siedzibą rzymskokatolickiej parafii Matki Bożej Bolesnej.